# 开松高速公路
开松高速公路是中国四川省的一条高速公路，路线为重庆开州－宣汉－万源－通江－南江－旺苍－朝天－青川－平武－松潘。

## 路段

### 广元－平武
该路段又称广平高速公路。广元至平武高速起于广元市青川县骑马乡，设骑马枢纽互通与 兰海高速川甘界至广元段相交，止于绵阳市平武县母家山，设平武枢纽互通接在建的 平绵高速九寨沟至绵阳段，是川北地区进入九寨沟旅游环线最便捷的通道。该项目路线全长90里，概算总投资140.75亿元。全线设置桥梁114座，隧道18座，桥隧比近70%，设计时速80公里，双向四车道。其中青川段于2022年9月23日开通，位于平武的剩余路段于2023年12月29日开通。